# Arte rupestre de Chongoni
A Arte rupestre de Chongoni (14° 17′ 36″ S, 34° 16′ 45″ L) na área da montanha de 2224 metros Chongoni, localizada na região central do Maláui, é uma concentração de arte rupestre na África que foi classificado como Património Mundial pela UNESCO em 2006.
As pinturas foram feitas por caçadores-coletores que habitaram nessa área durante o paleolítico superior. Os símbolos na arte rupestre, que estão fortemente relacionados com mulheres, ainda tem importância cultural para os cheuas e os sítios estão ainda ativamente relacionados com cerimónias e rituais.